# Ølensvåg
Ølensvåg este o localitate din comuna Vindafjord, provincia Rogaland, Norvegia, cu o suprafață de 0,46 km² și o populație de 422 locuitori (2013).